# 曲角贝
曲角贝（学名：Dentalium sinuosum），是象牙贝目象牙贝科象牙贝属的一种。主要分布于中国大陆，常栖息在水深30-156米。